# المركز القومي للبحوث التربوية والتنمية (مصر)
المركز القومي للبحوث التربوية والتنمية هو مركز حكومي بحثي مصري يتبع وزارة التربية والتعليم.

## القرارات المنظمة
- قرار رئيس الجمهورية رقم 881 لسنة 1972: بإنشاء المركز القومي للبحوث التربوية تتبع وزير التربية والتعليم.[2]
- قرار رئيس الجمهورية رقم 96 لسنة 1980: بإعتبار المركز القومي للبحوث التربوية من المؤسسات العلمية.[3]
- قرار رئيس الجمهورية رقم 53 لسنة 1989: باصدار اللائحة التنفيذية للمركز القومي للبحوث التربوية والتنمية.[4]

## أقسام المركز
الشُعب البحثية بالمركز:
- شُعبة بحوث السياسات التربوية.
- شُعبة بحوث تطوير المناهج.
- شُعبة بحوث التخطيط التربوي.
- شُعبة بحوث المعلومات التربوية.
- شُعبة بحوث التعليم الفني.
- شُعبة بحوث الأنشطة التربوية ورعاية الموهوبين.

## مطبوعات المركز
يصدر عن المركز:

### أبحاث المركز
يصدر المركز منذ إنشائه عام 1972 وحتى الآن سنويا أبحاث عربية في مجال التربية بمختلف فروعها يقوم بإعدادها السادة الباحثين العاملين بالمركز القومي ويشرف على إعداد الأبحاث السيد الأستاذ الدكتور مدير المركز.

### مجلة البحث التربوي
مجلة تربوية علمية محكمة نصف سنوية يصدرها المركز.

### الكتب والدراسات
يقوم المركز بإعداد دراسات أو ترجمة بعض الدراسات التربوية الهامة إلى اللغة العربية.

## المؤتمرات
عقد المركز القومي للبحوث التربوية والتنمية المؤتمرات التالية:
- المؤتمر العلمي الأول
- المؤتمر العلمي الثاني
- المؤتمر العلمي الثالث
- المؤتمر العلمي الرابع
- المؤتمر العلمي الخامس
- المؤتمر العلمي السادس
- المؤتمر العلمي السابع
- المؤتمر العلمي الثامن
- المؤتمر الدولى التاسع